# Équipe de Bolivie féminine de football
Cet article traite de l'équipe féminine. Pour l'équipe masculine, voir Équipe de Bolivie de football.
Maillots
L'équipe de Bolivie féminine de football (en espagnol : « Selección femenina de fútbol de Bolivia ») est l'équipe nationale qui représente la Bolivie dans les compétitions majeures de football féminin : la Coupe du monde, les Jeux olympiques et la Copa América féminine. Elle est gérée par la Fédération de Bolivie de football. Son premier match officiel a eu lieu en 1995. La Bolivie n'a pas connu de succès international, n'arrivant jamais à sortir du premier tour de la Copa América féminine depuis la création de la sélection.

## Parcours dans les compétitions internationales
La Copa América féminine est un tournoi continental où seules les sélections sud-américaines sont conviées. Cette compétition offre les accessits à la Coupe du monde de football féminin et aux Jeux olympiques, compétitions auxquelles la Bolivie n'a jamais participé.
La sélection bolivienne a participé à la Copa América féminine (ex-Sudamericano Femenino) à huit reprises.
En 1995, les Boliviennes terminent dernières de la phase de groupe, en ne marquant qu'un seul but et en encaissant quarante-quatre, encaissant entre autres la défaite la plus lourde de leur histoire contre le Brésil (15-0). En 1998, la Bolivie termine dernière de son groupe avec un total de trois défaites et un match nul contre l'Uruguay. En 2003, elles terminent deuxièmes de leur groupe, battant le Chili sur le score de 7-1 mais perdant contre le Pérou, ce qui leur prive d'une place en phase finale. La Bolivie termine dernière du groupe B de l'édition 2006, avec un seul point à son actif acquis contre le Venezuela. En 2010, les Boliviennes se classent quatrièmes de leur groupe de cinq nations, avec une seule victoire contre le Pérou sur le score de 2-1.
| Édition | Performance      | J                | V                | N                | D                | Bp               | Bc               |
| ------- | ---------------- | ---------------- | ---------------- | ---------------- | ---------------- | ---------------- | ---------------- |
| 1991    | Ne participe pas | Ne participe pas | Ne participe pas | Ne participe pas | Ne participe pas | Ne participe pas | Ne participe pas |
| 1995    | Premier tour     | 4                | 0                | 0                | 4                | 1                | 44               |
| 1998    | Premier tour     | 4                | 0                | 1                | 3                | 5                | 18               |
| 2003    | Premier tour     | 2                | 1                | 0                | 1                | 8                | 4                |
| 2006    | Premier tour     | 4                | 0                | 1                | 3                | 4                | 14               |
| 2010    | Premier tour     | 4                | 1                | 0                | 3                | 5                | 11               |
| 2014    | Premier tour     | 4                | 0                | 0                | 4                | 2                | 25               |
| 2018    | Premier tour     | 4                | 1                | 0                | 3                | 1                | 18               |
| 2022    | Premier tour     | 4                | 0                | 0                | 4                | 1                | 16               |
| 2025    | Premier tour     | 4                | 0                | 0                | 4                | 1                | 25               |
| Total   | –                | 34               | 3                | 2                | 29               | 28               | 175              |

## Classement FIFA
Le classement mondial féminin de la FIFA est mis en place en 2003. Lors de l'instauration de celui-ci (qui est mis à jour tous les trois mois), la Bolivie pointe à la 79e place de ce classement, ce qui est son meilleur classement. Elle connaît son pire classement en 2012 avec une 131e place. En avril 2019, les Boliviennes pointent à la 92e place.
| Année               | 2003 | 2004 | 2005 | 2006 | 2007 | 2008 | 2009 | 2010 | 2011 | 2012 | 2013 | 2014 | 2015 | 2016 | 2017 | 2018 |
| ------------------- | ---- | ---- | ---- | ---- | ---- | ---- | ---- | ---- | ---- | ---- | ---- | ---- | ---- | ---- | ---- | ---- |
| Classement mondial  | 81   | 86   | 86   | 96   | 96   | 117  | 82   | 92   | 93   | 131  | 118  | 92   | 96   | 128  | 79   | 91   |
| Classement Conmebol | 10   | 10   | 10   | 10   | 10   |      | 8    | 10   | 10   |      |      | 10   | 10   |      | 7    |      |